# 1943 en littérature
| Années de la littérature : 1940 - 1941 - 1942 - 1943 - 1944 - 1945 - 1946    |
| Décennies de la littérature : 1910 - 1920 - 1930 - 1940 - 1950 - 1960 - 1970 |

## Événements
- Encyclique Divino afflantu, qui lève l’interdit de fait pesant sur les études bibliques et sur la diffusion des textes de la bible à tous les fidèles.
- Première réunion à Paris, chez Edith Thomas, du Comité national des écrivains pour la zone Nord (Eluard, Guéhenno, Leiris, Mauriac, Queneau, Sartre, etc.).

## Presse
- Le journal clandestin Défense de la France publie les premières photographies des camps de concentration.
- La revue littéraire Messages, dirigée par Jean Lescure, publie à Genève Domaine français, qui marque l'insoumission collective de la littérature française au nazisme.

## Parutions

### Biographies, récits, souvenirs
- Amédée Fayol, Philippe Lebon, inventeur du gaz d'éclairage, Éditions Les Publications techniques et artistiques (Paris)

### Essais
- Gaston Bachelard, L'Air et les Songes
- Georges Bataille, L'Expérience intérieure (mars)
- Jean-Paul Sartre, L'Être et le Néant (juin)

### Romans

#### Auteurs francophones
- Marcel Aymé, Le Passe-Muraille (mai).
- Simone de Beauvoir, L’Invitée (juillet).
- Georges Bernanos, Monsieur Ouine.
- Louis-René des Forêts, Les Mendiants.
- Jean Genet, La rose.
- Antoine de Saint-Exupéry, Le Petit Prince (avril, New York).
- Elsa Triolet, Le Cheval blanc (juillet).
- René Barjavel, Ravage
- Pierre Luccin, La Taupe, Gallimard (Prix de l’Académie française Maurice Trubert, 1944)

#### Auteurs traduits
- Truman Capote (américain), La Traversée de l'été (Summer Crossing). Publication posthume en octobre 2005 par Random House Inc., New York.
- Hermann Hesse (allemand), Le Jeu des perles de verre (version originale).
- Patricia Wentworth (anglaise), Le Châle chinois.
- Stefan Zweig (autrichien), Le Joueur d'échecs
- Ayn Rand, La Source vive (traduit en français en 1945).

#### Nouvelles
- Truman Capote (américain) : Un été indien (I remember my Grandpa), nouvelle. Un jeune garçon recueille « le secret » de son grand-père...

### Poésie
- André Frénaud, Les Rois mages.
- Saint-John Perse, Poème à l’étrangère (avril, New York).
- Paul Éluard, Avis.
- collectif : Louis Aragon, Robert Desnos, Paul Éluard, Francis Ponge, Pierre Seghers, Jean Tardieu, L'Honneur des poètes, Éditions de Minuit (14 juillet). Recueil de poésies édité dans la clandestinité.

## Théâtre
- 14 avril : Renaud et Armide, pièce de Jean Cocteau.
- 3 juin : Jean-Paul Sartre, Les Mouches.
- 12 juillet : La Danse de mort, pièce de August Strindberg, première mise en scène de Jean Vilar à Paris.
- 9 septembre : Création à Zurich de la Vie de Galilée, de Bertolt Brecht.
- Septembre : Création de la troupe de Jean Vilar, la Compagnie des Sept.
- 12 octobre : Sodome et Gomorrhe, pièce de Jean Giraudoux.
- 27 novembre : Première du Soulier de satin de Paul Claudel.

## Récompenses et prix littéraire
- 1er juillet :  Premier de cordée, de Roger Frison-Roche, reçoit le Grand Prix de littérature sportive.
- Prix Goncourt : Marius Grout pour Passage de l'homme.
- Prix Renaudot : André Soubiran pour J'étais médecin avec les chars.
- Grand prix du roman de l'Académie française : Danse pour ton ombre ! de Joseph-Henri Louwyck.
- Prix des Deux Magots : L'Esprit de famille de Jean Milo
- Voir la liste des Prix du Gouverneur général 1943.

## Principales naissances
- 22 janvier : Charles Lancar, écrivain français de littérature de jeunesse.
- 9 juin : Joe Haldeman, écrivain américain de science-fiction.
- 14 juillet : Christopher Priest, écrivain britannique de science-fiction.
- 14 juillet : Hans Joachim Alpers, écrivain allemand de science-fiction († 17 février 2011).
- 21 août : Lucius Shepard, écrivain américain de science-fiction († 18 mars 2014).
- 30 août : Célyne Fortin, poétesse, illustratrice et éditrice canadienne d'expression française.
- 6 novembre : Sasha Sokolov, écrivain russe.
- 9 décembre : Michael Krüger, écrivain allemand.
- 31 décembre : Titinga Frédéric Pacéré, historien et écrivain burkinabè († 8 novembre 2024).

## Principaux décès
- 25 avril : Hyun Jin-geon, écrivain coréen.
- 21 août : Henrik Pontoppidan, écrivain danois.
- 24 août : Simone Weil, philosophe française.
- 24 octobre : Hector de Saint-Denys Garneau, poète, écrivain, épistolier et essayiste canadien (Québec).
- 30 octobre : Beatrice Hastings, poétesse et critique d'art britannique.
- 14 novembre : Vladimir Stavski, écrivain soviétique
- 2 décembre : Nordahl Grieg, écrivain norvégien, dans le ciel de Berlin.
- 29 décembre : Carme Karr, écrivaine et journaliste espagnole catalane (° 16 mars 1865).